# Giovanni Pelleschi
Giovanni Pelleschi (Follonica, Toscana, 9 de diciembre de 1845 - Buenos Aires, Argentina, 6 de febrero de 1922) estudió en Florencia y se graduó en Bolonia, llegó a la Argentina en 1873, donde se dedicó a la construcción de puentes, vías férreas y caminos. En 1877 encabezó una expedición al Chaco para estudiar el curso del río Bermejo y la flora de esa región; sus libros “Otto Mesi nel Gran Ciacco”, publicado en Florencia en 1881 y “Los Indios Matacos y su Lengua” publicado en Buenos Aires en 1897 lo atestiguan.
En sociedad con Church y Mackinlay construyó la línea férrea de Villa María a Rufino. Poéticamente denominó las estaciones con los nombres de lo más querido que tenía: Ausonia (la antigua Italia), Etruria (su región), Santa Eufemia (su madre), Asunta (su mujer) y La Cesira (su hija). Ocupó la presidencia del Hospital Italiano de Buenos Aires durante seis años, colaboró con La Nación (Diario) y fue incorporado a la "Junta de Historia y Numismática", al "Instituto Geográfico" y a la " Sociedad Científica Argentina". En 1905 el Rey de Italia lo nombró "Caballero de la Orden de San Mauricio y San Lázaro" y en 1912 "Comendador de la Orden de la Corona de Italia". Con casi 70 años, volvió a su patria como voluntario para la Primera Guerra Mundial; finalizada la contienda y con otra condecoración más, regresó a Buenos Aires, donde murió dos años después, en 1922.

## Trayectoria

### Infancia y juventud
Giovanni Luigi Ettore Pelleschi nació en Follonica, Toscana el 9 de diciembre de 1845, fueron su padre Francesco Nicolas, (29/1/1801-1858), ingeniero, administrador de los bienes del Gran Ducado de Maremma y director de minería de Follonica y su madre Eufemia Taruffi(1814-1884), Luego de estudiar Filosofía y Letras en las escuelas Pías de Florencia, continuó en la Sección de Mecánica y Construcción del Real Instituto Técnico y tras conseguir su título de perito, trabajó entre 1870 y 1874 en caminos y obras hidráulicas dando, según lo calificó el Ing. Morandini en 1976, “espléndidas pruebas de ingenio no común”.

### Llegada a Argentina
En 1874 se embarcó hacia Argentina. En Buenos Aires ingresó en el Departamento de Ingenieros Civiles de la Nación, que se hacía cargo de todas las obras públicas, tales como la primera triangulación del territorio nacional, el dibujo del primer mapa oficial y el proyecto de la primera red de ferrocarriles. El Ing. Moneta, su jefe, le encargó el trazado de un camino en herradura que uniera el pueblo de Andalgalá (Catamarca) con la Provincia de Tucumán atravesando del macizo del Aconquija.
Entre 1875 y 1876 trabajó en la construcción de 547 km. para el trazado del ferrocarril entre Córdoba y Tucumán, el tramo más largo construido en el país y el primero de propiedad del gobierno nacional, que fue inaugurado en mayo de 1877 por el presidente Nicolás Avellaneda. Durante este último año también trabajó para el de San Juan y Santiago del Estero.
Recién en 1876 embarcaron hacia Argentina su esposa, Jacinta Asunción Boni (28-10-1847, 20-2-1918) con sus dos hijas: Cesira (12-1-1867, 29-7-1951) y Eufemia, de corta edad, que falleció en el viaje.

### “Otto mesi nel gran Ciacco”
Recibió en marzo de 1877 una invitación del gobierno argentino para explorar el río Bermejo y determinar su navegabilidad. Este río totalmente desconocido, habitado en 4/5 partes por tribus nómades y guerreras, como los tobas y los matacos, serpenteaba de tal modo, que 700 km. se transformaban en 2.000. Se embarcó en junio, con una escolta de seis soldados y cinco baqueanos. Después de 70 días de navegación y a más de 1000 km de la desembocadura, tobas emboscados los atacaron con armas de fuego. Una bala rozó la espalda de Pelleschi, astilló la rueda del timón y fue a incrustarse en un tirante de madera, la guardó como recuerdo del día que había nacido de nuevo. Cuando no pudieron navegar más, siguieron recorriendo por tierra pasando por Colonia Rivadavia, Orán, Tucumán, Catamarca y Mendoza hasta que llegaron a Buenos Aires a principios de 1878. 

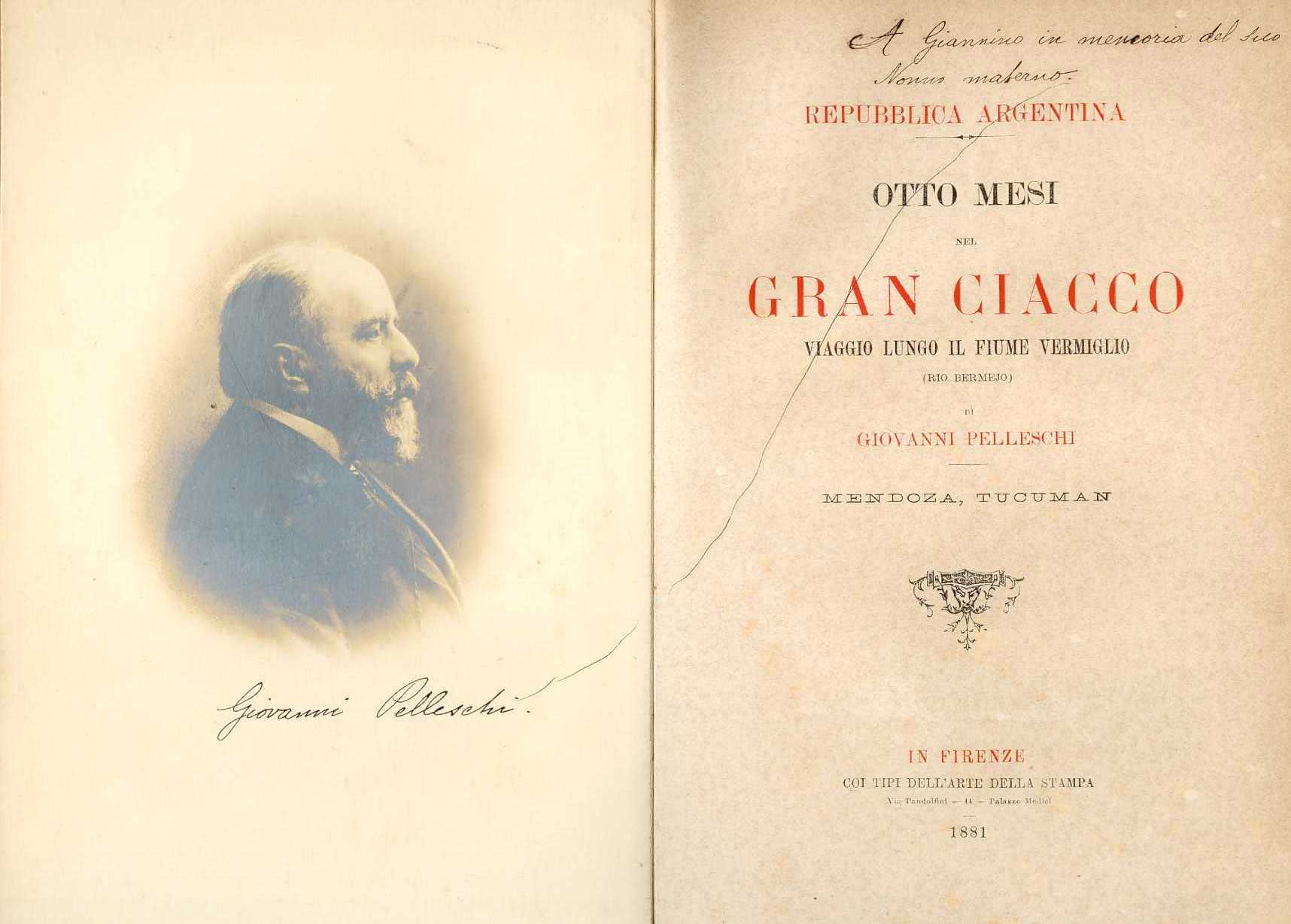
Libro con dedicatoria a su nieto Juan Jacobacci

Describió toda esta experiencia en su libro, “Otto mesi nel gran Ciacco” con rigurosidad científica y muy personal, detalló la flora, la fauna y a los pobladores, con sus lenguas y costumbres. Fue dado a dado a conocer en Argentina, en entregas parciales en los periódicos L'Operaio italiano y La Patria degli Italiani y en el Boletín del Instituto Geográfico Nacional. Fue publicado en Florencia en 1881 y en Londres en 1885. Samuel Lafone Quevedo, fascinado por esta historia escribió: “en 1889 di principio a una relación que me ha proporcionado muchos ratos de verdadero placer y aprovechamiento”, hasta que en 1897 después de muchas horas de trabajo juntos, finalmente se publicó en Buenos Aires “Los indios Matacos y su lengua” por Giovanni Pelleschi con introducción de Samuel Lafone Quevedo y dos mapas del Ing. Guido Jacobacci.
El testimonio fotográfico de esa aventura, que haya podido perdurar a través del viaje y del tiempo transcurrido, ya es una hazaña. Cuenta Julián Cáceres Freyre, que el antropólogo doctor Roberto Lehmann Nitsche utilizó las fotos de Pelleschi para la edición de su colección de 100 tarjetas postales de aborígenes argentinos.

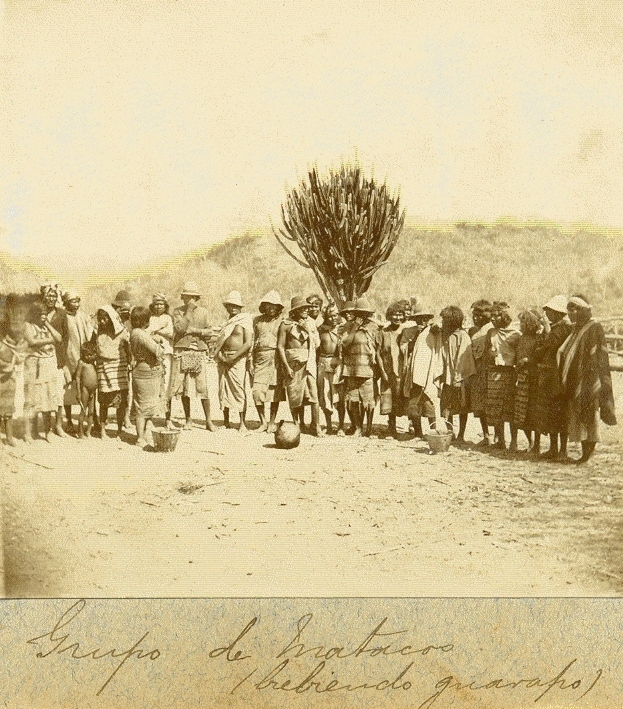
Grupo de Matacos - foto del Ing. Pelleschi

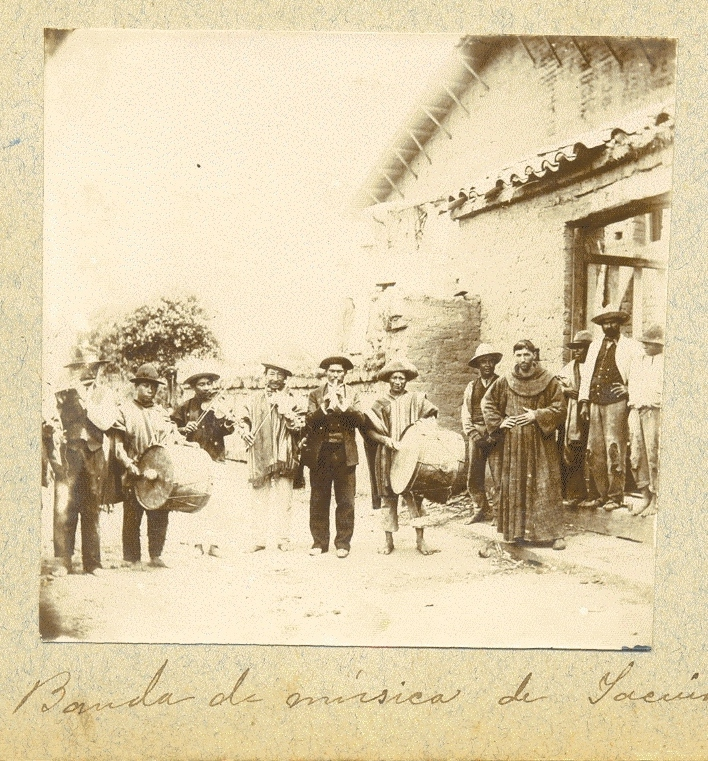
Banda de Jacuiba

### Estudios, proyectos y construcción de vías férreas
En 1878 fue nombrado inspector técnico de los Ferrocarriles Central Argentino, Central Norte y Andino, trabajó en Rosario, Villa María, Río IV, Córdoba y Tucumán y a fines del 80 se lo nombró jefe de los estudios del ramal a Santiago del Estero.
En 1881, se le encargó el estudió la línea de Metan a Salta y Jujuy, y en 1882 “la posibilidad de un trazado en la prolongación del F.C.C.Norte que evite el túnel y el viaducto actualmente en construcción”. Luego de una polémica sobre la conveniencia de hacer pasar por Jujuy el ferrocarril internacional a Bolivia, donde su defensa desinteresada le valió los honores de editores y políticos de la gobernación, se batió a duelo en Jujuy con otro connacional y fue herido en una rodilla. Los médicos dudaron si debían o no amputarle la pierna, pero finalmente se salvó, se le extrajo una bala que conservó como trofeo de vida, junto con la otra, recuerdo de su aventura en el río Bermejo.
Entre 1883 y 1892 se dedicó al ejercicio particular de su profesión con un estudio del tramo Córdoba-La Calera. Durante la presidencia de Julio A. Roca, en 1886 se contrató a Pelleschi para la construcción y explotación de una vía férrea entre Villa María y Rufino, así es que en 1887 volvió a Londres y obtuvo apoyo y fondos para su empresa. En 1889 se firmó una escritura con Jorge Earl Church estableciendo el contrato de construcción. El presidente Juárez Celman aprobó los Estatutos de la Sociedad Anónima Compañía del Ferrocarril de Villa María y Rufino Limitada. Poéticamente denominó las estaciones con los nombres de lo más querido que tenía: Ausonia (la antigua Italia), Etruria (su región), Santa Eufemia (su madre), Asunta (su mujer) y La Cesira (su hija).

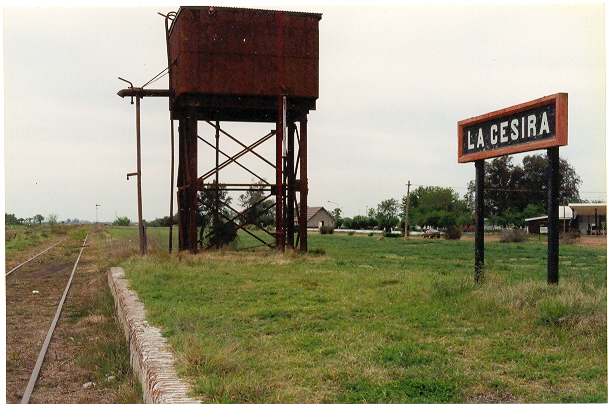
Estación de tren "La Cesira", Córdoba, Argentina

En 1889 Giovanni invitó a su hermano, el ing. Pietro Pelleschi (1844-1931) con quien, había participado en las filas de José Garibaldi, en las guerras del “Risorgimento” y los unía una tierna amistad, ideas liberales y una clara inteligencia, para hacerse cargo de la construcción del ferrocarril. Pietro llegó en 1892, con su esposa María Boyé (Florencia, 1845-1925) y sus hijas Josefina (1875-1935) y Nella (1886-1977) En 1894 fundó la Colonia Santa Eufemia, donde Pietro vivió y trabajó. Cuatro años más tarde la familia se trasladó a Rufino, allí vivieron y se casaron sus dos hijas, hasta que María regresó a Italia en 1913 y Pietro la siguió en 1914. Sus descendientes perduran hoy en Argentina, entre ellos sobresalió el Dr. Jorge Albertelli, que fue quien atendió exclusivamente a Eva Perón en la etapa final de su larga enfermedad. Esa línea férrea posibilitó el desarrollo económico de esa zona y el establecimiento de numerosas colonias, especialmente de inmigrantes italianos, que vinieron atraídos por ventajas que otorgaba el gobierno.
Integró numerosas asociaciones, entre ellas el consejo del Instituto Geográfico Argentino, la Sociedad Científica, la Junta de Historia y Numismática y la Comisión pro Monumento a Cristóbal Colón. Entre 1893 y 1901 Giovanni Pelleschi trabajó en construcciones particulares, entre ellas la de un edificio, que diseñó especialmente para alquilar al Congreso de la Nación, sobre un terreno propio que tenía en la calle Balcarce 167 y participó en la Exposición Vitivinícola Italiana de 1895.

### Hospital Italiano
La construcción del primitivo Hospital Italiano de Buenos Aires, comenzó en 1854 en la esquina de las actuales calles Bolívar y Caseros, pero desde 1890 tal como lo reclamaban el crecimiento y la importancia de la colectividad, se dio comienzo a la construcción de un nuevo edificio en la calle Gascón proyectado y dirigido por del Ing. Giuseppe Maraíni. Este fue inaugurado el 21 de diciembre de 1901.e inmediatamente se trasladaron los enfermos y los equipos necesarios. El 21 de marzo de 1902, se resolvió en una asamblea, quienes serían las nuevas autoridades, para dirigir tanto la tarea sanitaria, como la administrativa y Pelleschi fue elegido presidente de la comisión.
Se iniciaba, evidentemente, con los mejores auspicios pero debía afrontar serios problemas, el principal era cambiar la organización paternalista del viejo hospital, otro era lograr aumentar su capacidad de 300 a 1600 camas,. Pelleschi inició entonces un viaje a Europa para sumar conocimientos sobre los principales establecimientos sanitarios y adquirió de su peculio el primer equipo Roentgen de rayos X que regaló al hospital a su regreso. Se instalaron modernas máquinas de lavado y calefacción a vapor. Se adquirieron lotes de terreno linderos, para construir el Policlínico Ambulatorio y se inauguró la Escuela de Enfermería donde se otorgaban anualmente los diplomas, también en 1905 comenzó a funcionar la Escuela de Medicina y Cirugía que brindaba un curso práctico de clínica quirúrgica.
El 26 de enero de 1905 el rey Víctor Manuel III de Italia le otorgó el grado de “Caballero de la Orden de los Santos Mauricio y Lázaro”.
La presidencia de Pelleschi duró hasta 1906 en que presentó su renuncia, que fue rechazada, pero dos años después, la presentó nuevamente en forma indeclinable. El 25 de mayo de 1909 el hospital convocó a un acto en el cual se le obsequió un álbum y un maravilloso pergamino en homenaje a quien “con amor, inteligencia y celo insuperable” había dirigido la suerte del hospital por seis años.

### Últimos años
Fue un viajero infatigable: conocía Europa palmo a palmo, hasta la extrema Escandinavia, recorrió los mayores estados de Norteamérica, estuvo en los Balcanes, en Egipto, en Turquía, en Asia Menor. Anduvo por Méjico, Brasil, Chile y Perú.
En 1909 fue nombrado comisario general para la Exposición Internacional de Medios de Transporte que se efectuó en 1910 en Buenos Aires con motivo de los festejos del centenario, tarea que efectuó renunciando a los honorarios que el decreto le otorgaba. 

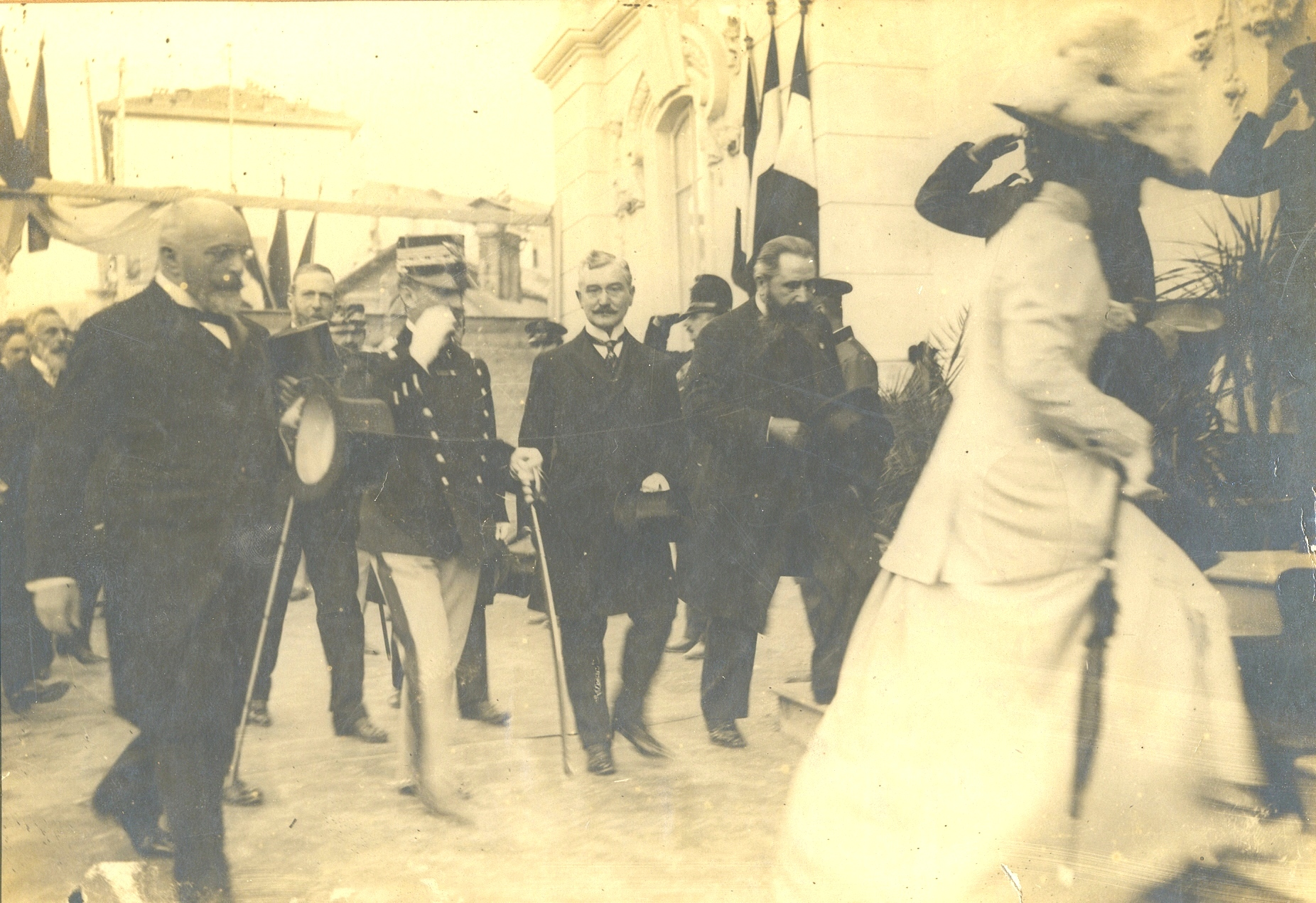
Inauguración del pabellón Argentino en Turín

En 1911, por encargo del gobierno, fue vicepresidente de la comisión del pabellón argentino de la Exposición de Turín. El 6 de julio de 1911 fue recibido por el rey de Italia a quien entregó un homenaje de la “Società Reduci Patrie Battaglie”. También visitó el Panteón colocando coronas en las tumbas de Víctor Manuel y de Humberto I y en homenaje a Garibaldi en el Janículo, todas engalanadas con los colores patrios argentinos e italianos. El 15 de octubre de 1912, el encargado de negocios de la embajada de Italia en Buenos Aires le entregó el título de “Comendador de la Orden de la Corona de Italia”, que le había sido conferido por el rey el 30 de abril en razón de su actuación en la Exposición de Turín.
Desde 1913 actuó en la “Società di patronato e rimpatrio” y 6 de agosto de 1915 con casi 70 años y una voluntad inquebrantable, se embarcó nuevamente para Italia, como voluntario para defender su patria, habiendo antes organizado el Comité de Guerra, que contribuyó al retorno a Italia de los inmigrantes aptos y también con obras de beneficencia para socorrer a los heridos italianos y sus familias. El 9 de marzo de 1916 llegaron noticias de que había sido incorporado con el grado de mayor de ingenieros y que se le había destinado al Estado Mayor de Udine. Por su actuación, el 15 de enero de 1918 se le otorgó, en zona de guerra, la condecoración de “Oficial Superior de la Orden de San Mauricio y San Lazaro”
El 20 de febrero de 1918 murió en Florencia su esposa Assunta que lo había acompañado en su regreso a Italia. En 1920, extrañando a su hija y nietos, regresó a Bs. As. donde después de una larga y dolorosa enfermedad, falleció el 6 de febrero de 1922. Sus restos descansaron en el Cementerio de la Recoleta, y fueron despedidos por el Ing. Santiago Barabino en nombre de la Sociedad Científica Argentina, del Instituto Geográfico Argentino, del Congreso Sudamericano de Ferrocarriles y en el propio como antiguo compañero de trabajo del Departamento de Ingenieros Civiles de la Nación. Habló también el Dr. Carlo Spada por el Hospital Italiano. Hubo nutridas representaciones de la colectividad italiana y de sociedades como la “Società Reduci Patrie Battaglie” y la  “Associazione Italiana Reduci Guerra Europea”.
Cumpliendo con su deseo, su cuerpo fue embarcado, acompañado por familiares y amigos, en el transatlántico Conte Verde que arribó a Génova el 6 de mayo de 1927 con la bandera a media asta. Ya en su querida patria, el féretro de caoba, fue conducido en una carroza hasta la iglesia de San Siro, donde previo al oficio religioso, pasó la noche y por fin fue trasladado a la “Bastia di Empoli”, cerca del Ponte a Elsa, provincia de Toscana. Allí el impresionante cortejo de parientes, delegados de asociaciones militares, civiles y musicales, que lo venían acompañando desde su llegada al puerto, se dirigió hasta la iglesia local y más tarde hasta la bóveda familiar Donde Giovanni Pelleschi nació, descansa finalmente.

### Homenajes
El 26 de enero de 1905 el rey Víctor Manuel III, le otorgó el grado de “Caballero de la Orden de los Santos Mauricio y Lázaro” y el 30 de abril de 1912 lo nombró “Comendador de la Orden de la Corona de Italia”, en razón de su actuación en la Exposición de Turín.
Por su actuación, el 15 de enero de 1918 se le otorgó, en zona de guerra, la condecoración de “Oficial Superior de la Orden de San Mauricio y San Lázaro”

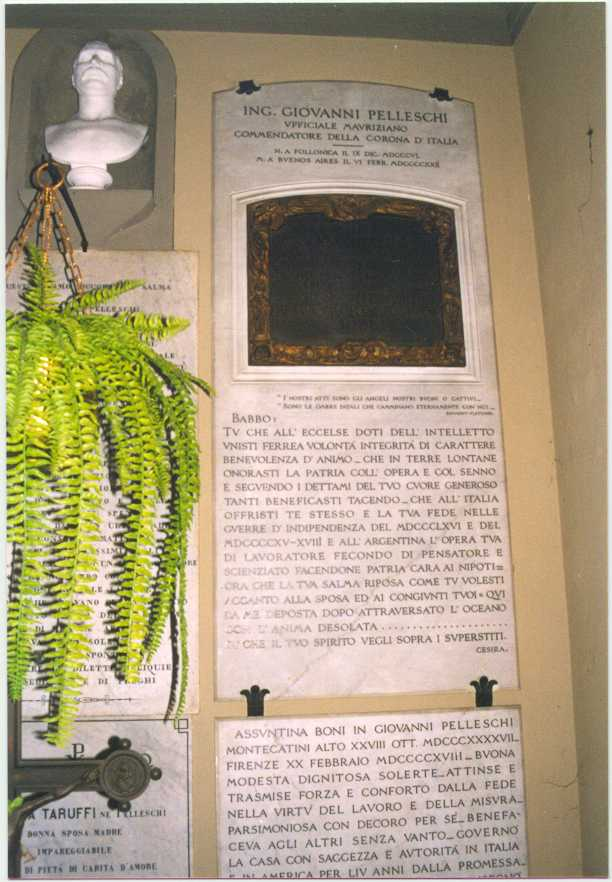
Dedicatoria de Cesira a su padre en su tumba

En la lápida de la bóveda familiar figura esta dedicatoria: 
Papá:
Tú, que a las excelsas dotes del intelecto uniste férrea voluntad, integridad de carácter y benevolencia de espíritu, que en tierras lejanas honraste a la patria con la obra y con la sabiduría, y siguiendo los dictados de tu corazón generoso, a tantos beneficiaste calladamente... Que a la Italia te ofreciste tú mismo y tu fe en las guerras de independencia de 1866 y del 1915 -18 y a la Argentina tu obra de trabajador fecundo, de pensador y científico haciéndola una patria querida por los nietos, ahora que tus restos reposan, como tú quisiste junto a la esposa y a los parientes tuyos aquí, ya descansan después de haber atravesado el océano con el alma desolada…
Que tu espíritu vele sobre los descendientes,
Cesira